# Paul Rudd
Paul Stephen Rudd (født 6. april 1969) er en amerikansk skuespiller, producer og manuskriptforfatter. Rudd blev kendt for sin rolle som Phoebe Buffays kæreste Mike Hannigan i komedieserien Venner. Senere har Paul Rudd medvirket i en lang række succesfulde komediefilm, bl.a. Anchorman: The Legend of Ron Burgundy og I Love You, Man.

## Personlige liv
I 2003 giftede Rudd sig med Julie Yaeger. De har to børn: en søn, Jack Sullivan (f. 2004) og en datter, Darby (f. 2009).

## Filmografi i udvalg som skuespiller
- Clueless (1995)
- Halloween: The Curse of Michael Myers (1995)
- Æblemostreglementet (1999)
- Anchorman: The Legend of Ron Burgundy (2004)
- The 40 Year Old Virgin (2005)
- Nat på Museet (2006)
- Reno 911!: Miami (2007)
- Knocked Up (2007)
- Walk Hard: The Dewey Cox Story (2007)
- Forgetting Sarah Marshall (2008)
- Role Models (2008), også manuskriptforfatter
- I Love You, Man (2009)
- Monsters vs. Aliens (2009)
- Year One (2009)
- This is 40 (2012)
- Ant-Man (2015)
- The fundamentals of caring, (2016)
- Ant-Man and the Wasp (2018)
- Ghostbusters: Afterlife (2021)